# 沙菲·沙里
沙菲·沙里（1984年1月29日—），生於马来西亚雪兰莪，马来西亚足球运动员，司职前锋，现时效力馬來西亞超級足球聯賽球会吉隆坡市，2006年至2017年沙菲·沙里代表马来西亚国家足球队出赛。

## 国家队生涯
2006年沙菲·沙里开始代表马来西亚参加比赛，在2006年2月19日沙菲·沙里在马来西亚对垒新西兰国际友谊赛中打进国际赛首球。2010年，沙菲·沙里进入马来西亚2010年东南亚足球锦标赛大名单，并且帮助马来西亚队晋级总决赛，在总决赛第一回合对垒印度尼西亚国家足球队中，沙菲·沙里打进2颗球为马来西亚夺冠奠定了基础。第二回合比赛中，沙菲·沙里打进了一颗球，最终两回合马来西亚以4比2夺得2010年东南亚足球锦标赛冠军，该届比赛他以5个进球获得金靴奖 。之后就多次代表国家队参加世界杯预选赛、亚洲杯预选赛和东南亚足球锦标赛。在2014年东南亚足球锦标赛中再次与马来西亚打进总决赛，但在总决赛2回合总比方4比3不敌泰国国家足球队。

## 荣誉

### 俱乐部
雪兰莪
- 马来西亚足球超级联赛2009年、2010年冠军
- 马来西亚慈善盾2009年、2010年冠军
- 马来西亚杯2009年冠军

柔佛DT
- 马来西亚足球超级联赛2014年、2015年、2016年冠军
- 马来西亚慈善盾2015年、2016年冠军
- 亞足联杯2015年冠军
- 马来西亚足总杯2016年冠军

吉隆坡市
- 马来西亚杯2021年冠军

### 国际
- 默迪卡盃足球賽2007年冠军
- 东南亚足球锦标赛2010年冠军、2014年亚军

### 个人
赛事
- 默迪卡盃足球賽金靴奖：2007年、2008年
- 东南亚足球锦标赛金靴奖：2010年